# Секундомер

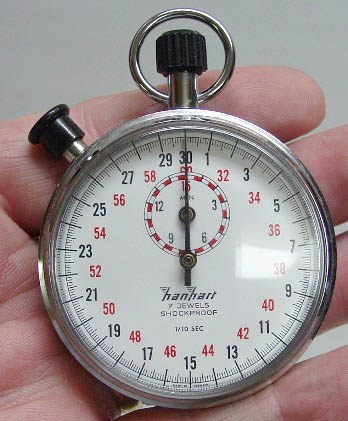
Обычный механический секундомер.

Секундоме́р — прибор, способный измерять интервалы времени с точностью до долей секунды. Не следует путать с таймером. Обычно используются секундомеры с точностью измерения 1/10 и 1/100 секунды. Однако, с появлением современных технологий появилась возможность измерять время с точностью до десяти тысячных долей секунды и точнее.

## История возникновения и развития секундомера
Часы существуют с ранних пор развития цивилизации. Для измерения времени использовали воду, песок, солнце и другие способы. Однако такие измерения давали погрешность от нескольких минут до получаса. Ситуация кардинально изменилась с появлением механических часов. Сначала появилась возможность находить время с точностью до минуты, а с появлением секундной стрелки — до секунды. Такие часы отличались от секундомера тем, что их невозможно было запустить и остановить в произвольный момент для точных измерений, и, как следствие, точность измерений была далека от идеала. Упоминания о первых «настоящих» секундомерах, которые являлись механическими, появляются в конце XVII — начале XVIII веков. С началом активного развития электроники появились электронные секундомеры. 

## Механические секундомеры
Простейшие в управлении однокнопочные секундомеры имеют одну кнопку управления, совмещённую с механизмом завода пружины. Первое нажатие на кнопку включает секундомер. Второе - останавливает секундомер. Третье - устанавливает стрелки секундомера в начальное нулевое положение. Вращение этой же кнопки заводит пружину секундомера.
Более сложные модели имеют три кнопки. Они позволяют производить запуск, остановку секундомера, а также фиксировать промежуточные интервалы времени (время круга). Обнуление — посредством одной кнопки. Точность механических секундомеров, как правило, — 1/10 сек.

## Электронные секундомеры

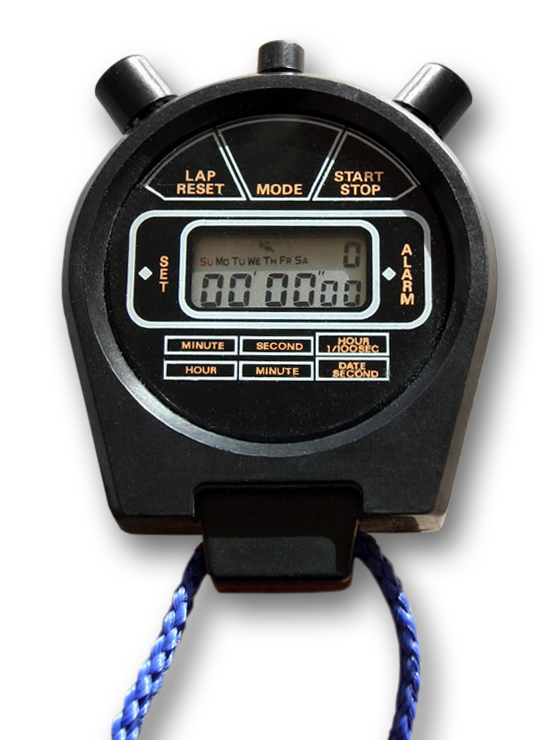
Электронный секундомер для спорта

Отличаются от механических повышенной точностью (1/100 сек) и более широким функционалом. В отдельных областях (например, автогонки) применяются секундомеры с лазерной засечкой момента финиша. Их точность — 1/1000 сек. и выше.

## Применение
- В научных лабораториях;
- В заводских лабораториях;
- В учебных лабораториях ВУЗов, техникумов и школ;
- В спорте;
- В быту (например, для определения времени приготовления пищи);
- В военном деле (засекание времени хода торпеды, определение момента поражения торпедой цели).

В первую очередь секундомеры используются в спорте для точного измерения отрезка времени, потребовавшегося спортсмену, например в спринте или плавании. Существуют также электромеханические секундомеры, работающие на переменном токе — предназначены для определения времени срабатывания реле при испытании их на быстродействие (такие как ПВ-53Л и ПВ-53Щ), а также электронные секундомеры, которые соединяются с фотоворотами и другими датчиками для лабораторных работ в школах, техникумах и вузах.